# ريتا ليفي مونتالشيني
ريتا ليفي مونتالشيني (بالإيطالية: Rita Levi-Montalcini) ـ (22 أبريل 1909 - 30 ديسمبر 2012)، طبيبة إيطالية في علم الأعصاب. تقاسمت جائزة نوبل في الطب عام 1986 مع زميلها ستانلي كوهين. عينت سنة 2001 عضواً مدى الحياة في مجلس الشيوخ الإيطالي، وهي حاصلة على الصليب الأعظم لوسام استحقاق الجمهورية الإيطالية (بالإيطالية: Ordine al merito della Repubblica Italiana) من رتبة فارس.
تعد مونتالشيني اليوم أكبر الفائزين الأحياء بجائزة نوبل سناً، وهي الأولى ـ والوحيدة ـ من بين الحاصلين على جائزة نوبل التي تتخطى حاجز المائة عام على الإطلاق. وقد كُرمت في 22 أبريل في حفل بمجلس مدينة روما بمناسبة عيد ميلادها المائة.

## النشأة والتعليم
وُلدت ليفي مونتالشيني في 22 أبريل 1909 في تورينو لعائلة يهودية من السفارديم. كانت هي وشقيقتها التوأم باولا الأصغر من بين أربعة أطفال. كان والدرها أديل مونتالشيني التي كانت رسامةً، وآدمو ليفي مونتالشيني الذي كان مهندسا كهربائيا وعالم رياضيات. انتقلت أسرة والدتها من أستي، وأسرة والدها من كازالي مونفيراتو، ثم يصلا إلى تورينو في مطلع القرن العشرين.
فكرت ليفي في أن تصبح كاتبة في سنوات مراهقتها، وكانت معجبة بشدة بالكاتبة السويدية سلمى لاغرلوف، ولكنها قررت أن تلتحق بكلية الطب بجامعة تورينو بعد أن شاهدت صديقًا مقربًا للعائلة يموت بسبب سرطان المعدة. لم يُشجع الأب بناته على الذهاب إلى الكلية خوفًا من أن يؤدي ذلك إلى تعطيل حياتهن المستقبلية في الأمومة والزوجية، ولكنه قرر أن يدعم طموح ريتا في النهاية لتصبح طبيبة بشرية. أثار عالم الأعصاب جوزيبي ليفي اهتمامها بالجهاز العصبي النامي أثناء وجودها في جامعة تورينو، فبقيت مساعدة له بعد تخرجها بامتياز مع مرتبة الشرف عام 1936. انقطعت مسيرتها الأكاديمية في عام 1938 نتيجة ظهور بيان بينيتو موسوليني للتفرقة العرقية الذي أدخل قوانينًا حظرت اليهود من الوظائف الأكاديمية والمهنية.

## المهنة والأبحاث
فقدت ليفي منصب المساعد في قسم التشريح بعد صدور قانون عام 1938 الذي منع المناصب الجامعية عن اليهود. أنشأت مختبرًا في غرفة نومها أثناء الحرب العالمية الثانية لتدرس به نمو الألياف العصبية في أجنة الدجاج، وضع ذلك الأساس الذي بُنيت عليه العديد من أبحاثها اللاحقة. وصفت ليفي هذه التجربة التي مرت بها بعد عقود في الفيلم الوثائقي العلمي «الموت بالتصميم: الحياة والأوقات للحياة والأوقات» (1997). يعرض الفيلم أيضًا شقيقتها التوأم باولا، التي أصبحت فنانة محترمة اشتهرت بتماثيلها المصنوعة من الألمنيوم والمصممة لجلب الضوء إلى الغرف من خلال أسطحها البيضاء العاكسة. عندما غزا الألمان إيطاليا في سبتمبر 1943، فرت مع عائلتها جنوبًا إلى فلورنسا حيث استطاعوا النجاة من الهولوكوست تحت هويات مزيفة بحماية بعض الأصدقاء غير اليهوديين. أقامت ليفي مختبرًا بمخبأها في زاوية من مساحة معيشتهم المشتركة. كانت على اتصال بأنصار حزب العمل خلال الاحتلال النازي. تطوعت ليفي لوهب خبرتها الطبية في قطاع الحلفاء الطبي بعد أن تحررت فلورنسا في أغسطس 1944. عادت عائلتها إلى تورينو في عام 1945.
مُنحت ليفي زمالة بحثية لمدة فصل واحد في مختبر البروفيسور فيكتور هامبرغر في جامعة واشنطن بسانت لويس في سبتمبر 1946. كان البروفيسور مهتمًا بمقالين من المقالات التي نشرتها ليفي في المجلات العلمية الأجنبية، فبعد تكرار نتائج التجارب التي قامت بها بمختبراتها المنزلية عرض عليها هامبرغر منصب مساعد باحث. شغلت ليفي هذا المنصب لمدة 30 عامًا وهناك، في عام 1952، قامت بعملها الأكثر أهمية: عزل عامل نمو الأعصاب (إن جي إف) عن بعض الأنسجة السرطانية الواقعة تحت الملاحظة، يتسبب هذا العامل في نمو سريع للغاية للخلايا العصبية. وصلت ليفي مونتالشيني لتكوين كتلة من الخلايا المليئة بالألياف العصبية عن طريق أخذ قطع من الأورام ونقلها إلى أجنة الدجاج. كان اكتشاف الأعصاب التي تنمو في كل مكان كهالة حول خلايا الورم أمرًا مفاجئًا، إذ وصفته ليفي بأنه: «كجداول صغيرة من المياه التي تتدفق بثبات على سرير من الحجارة».
كان نمو الأعصاب الناتج عن الورم شيئًا مختلفًا عن أي شيء رأته في حياتها فقد سيطرت الأعصاب على مناطق من المفترض لها أن تنمو لتكون أنسجة أخرى في المستقبل، بل ودخلت أيضًا في أوردة الجنين. لكن الأعصاب لم تنمُ لداخل الشرايين، بل كانت تتدفق من الجنين وتعود مرة أخرى إلى الورم. اقترح هذا أن الورم بذاته كان يفرز مادة تحفز نمو الأعصاب.
أصبحت ليفي أستاذة بشكل كامل في عام 1958. أنشأت مختبرًا آخر في روما في عام 1962، وقسمت وقتها بين هناك وسانت لويس. أصبحت أول امرأة تفوز بجائزة ماكس وينشتاين (التي تمنحها جمعية الشلل الدماغي المتحدة) في عام 1963 نتيجة مساهماتها الكبيرة في الأبحاث العصبية. أدارت مركز أبحاث البيولوجيا العصبية في المجلس القومي الإيطالي للبحوث (سي إن آر) في روما من عام 1961 حتى 1969، وتبع ذلك إدارتها لمختبر البيولوجيا الخلوية من 1969 حتى 1978. تقاعدت ليفي عام 1977، ثم عُيّنَت مديرة لمعهد بيولوجيا الخلية بالمجلس القومي للبحوث حتى تقاعدت من هذا المنصب أيضًا في عام 1979، ومع ذلك استمرت في المشاركة بصفتها أستاذة زائرة.
أسست ليفي معهد أبحاث الدماغ الأوروبي في عام 2002، ثم شغلت منصب الرئيس فيه. تسبب عملها في هذا المعهد في ظهور بعض الانتقادات من بعض أجزاء المجتمع العلمي في عام 2010.
أُثيرت جدالات حول تعاون ليفي مونتالشيني مع شركة فيديا الإيطالية للأدوية. عملت ليفي على التحسين من فهمنا للغانغليوزيدات أثناء عملها مع فيديا، إذ دعمت عقار الكروناسيال (وهو مزيج خاص من الغانغليوزيدات) ابتداءً من عام 197الذي كان يُنتج من قبل فيديا باستخدام أنسجة مخ بقرية. أظهرت دراسات مستقلة أن الدواء قد يكون ناجحًا بالفعل في علاج الأمراض المعنية (اعتلالات الأعصاب المحيطية). لكن بمرور بضع سنوات، أبلغ بعض المرضى الخاضعون للعلاج بالكروناسيال عن إصابتهم بمتلازمة عصبية خطيرة (متلازمة غيلان باريه). ترتب على ذلك حظر ألمانيا للكروناسيال في عام 1983، وفقًا للروتين الاحتياطي الطبيعي، ثم تلتها دول أخرى مثل إيطاليا التي حظرت العقار في عام 1993. كشف تحقيق عن فيديا في نفس ذلك الوقت أن الشركة دفعت لوزارة الصحة الإيطالية للحصول على موافقة سريعة لعقار الكروناسيال، ودفعت لاحقًا من أجل تصريح لاستخدام الدواء في علاج أمراض لم يُختبَر عليها من الأصل. كُشف عن علاقة ليفي مونتالشيني بشركة فيديا أثناء التحقيق، ما أدى لانتقادها بشكل علني.
كانت ليفي واحدة من أوائل العلماء الذين أشاروا إلى أهمية الخلايا الصارية في علم الأمراض، وعرّفت مركب الميتويلإيثانولاميد على أنه المركب الداخلي الذي يعمل معدال مهما لهذه الخلايا.
شاركت ليفي مونتالشيني جائزة نوبل في عام 1986 مع ستانلي كوهين في فئة علم وظائف الأعضاء أو الطب. حصل الاثنان على الجائزة نتيجة أبحاثهما على عامل نمو الأعصاب، وهو البروتين الذي يتسبب في نمو الخلايا نتيجة تحفيز النسيج العصبي.

## المسيرة السياسية
عيّن رئيسُ إيطاليا كارلو أزيليو تشامبي ليفي سِناتور (مجلس الشيوخ) مدى الحياة في 1 أغسطس عام 2001.
حضرت ليفي مونتالشيني، التي كانت تبلغ من العمر 97 عامًا وقتها، الجلسة الافتتاحية لمجلس الشيوخ المنتخب حديثًا في الفترة من 28 إلى 29 أبريل، إذ انتُخب رئيس مجلس الشيوخ. أعلنت حينها تفضيلها لمرشح يسار الوسط فرانكو ماريني بسبب دعمها لحكومة رومانو برودي. نقدها -في كثير من الأحيان- بعض أعضاء مجلس الشيوخ اليميني، واتهموها بإنقاذ الحكومة عندما كانت الغالبية الأضعف من الحكومة بمجلس الشيوخ في خطر. سخر اليميني المتطرف فرانشيسكو ستوراس من كبر سنها.

## الحياة الشخصية
كان والد ريتا، أدامو ليفي، مهندسًا كهربائيًا وعالم رياضيات، وكانت والدتها، أديل مونتالشيني، رسامةً. تعود جذور عائلتهم اليهودية إلى الإمبراطورية الرومانية. كانت خلفية العائلة صارمة وتقليدية فلم يكن أدامو مؤيدًا لالتحاق النساء بالكلية؛ نظرًا لأن التحاقهن سيؤثر على قدرتهن على الاعتناء بالمنزل والأطفال.
كان لدى ليفي شقيق أكبر يدعى جينو الذي كان أحد المهندسين المعماريين الإيطاليين المعروفين وأستاذًا بجامعة تورينو، وقد توفى إثر نوبة قلبية في عام 1974. كان لديها أيضًا شقيقتان: آنا، التي كانت تكبرها بخمسة أعوام، وباولا، شقيقتها التوأم التي كانت فنانة شهيرة، وقد توفيت في 29 سبتمبر 2000 حينما كانت تبلغ من العمر 91 عامًا.
لم تتزوج ليفي مونتالشيني أبدًا ولم يكن لها أولاد. قالت في مقابلة بعام 2006: «لم أشعر أبدًا بأي تردد أو ندم نحو هذا. أغنت حياتي علاقات إنسانية ممتازة وعمل واهتمامات. لم أشعر بالوحدة أبدًا». توفيت ريتا في منزلها في روما في 30 ديسمبر 2012 عن عمر يناهز 103 عامًا.
عند وفاتها، صرح عمدة روما جياني أليمانو بأنها كانت خسارة كبيرة «للبشرية بأكملها». وأشاد بها بوصفها شخصية تمثل «الضمير المدني والثقافة وروح البحث في عصرنا». قالت عالمة الفيزياء الفلكية الإيطالية مارغريتا هاك لقناة سكاي تي جي24 تي في تكريما لزميلتها العالمة: «إنها حقًا شخص يستحق الإعجاب». أشاد رئيس وزراء إيطاليا ماريو مونتي بشخصية ريتا «الملهمة والمثابرة» وبسعيها الذي استمر طوال حياتها «للدفاع عن القضايا التي كانت تؤمن بها». أشاد المتحدث باسم الفاتيكان فيديريكو لومباردي بالجهود المدنية والأخلاقية التي بذلتها ليفي، قائلاً أنها كانت «مثالًا ملهمًا» لإيطاليا والعالم.

## روابط خارجية
- ريتا ليفي مونتالشيني على موقع IMDb (الإنجليزية)
- ريتا ليفي مونتالشيني على موقع الموسوعة البريطانية (الإنجليزية)
- ريتا ليفي مونتالشيني على موقع مونزينجر (الألمانية)
- ريتا ليفي مونتالشيني على موقع إن إن دي بي (الإنجليزية)
- ريتا ليفي مونتالشيني على موقع قاعدة بيانات الفيلم (الإنجليزية)